# Golpe de Estado na Birmânia em 1962
O golpe de Estado na Birmânia em 2 de março de 1962 marcou o início do domínio socialista e o domínio político do exército de Mianmar (então conhecido como Birmânia) que se estendeu ao longo de 26 anos. O sistema político resultante durou até 18 de setembro de 1988, quando os militares tomaram o poder como Conselho de Estado para Restauração da Lei e da Ordem (rebatizado em seguida como Conselho de Estado para a Paz e Desenvolvimento), seguindo pela Revolta 8888 a nível nacional e virtual colapso do regime socialista. O golpe de Estado de 1962 foi liderado por Ne Win e o socialista Conselho Revolucionário da União, composto de 24 membros. Pelos próximos 12 anos, até 1974, o país seria governado sob lei marcial, e viu uma expansão significativa no papel dos militares na economia nacional, política e burocracia estatal. As políticas e ideologia do governo na sequência do golpe de Estado foram baseadas na via birmanesa para o socialismo, que foi publicamente anunciada um mês depois do golpe e complementada com a fundação do Partido do Programa Socialista da Birmânia.

## Antecedentes
Após a independência da Birmânia houve revoltas no exército e dentre grupos étnicos minoritários. No final de 1948, depois de um confronto entre rivais do exército, Ne Win foi designado segundo no comando do exército, e seu rival Bo Zeya, um comandante comunista e membro dos Trinta Camaradas, assumiu uma parte do exército numa rebelião. Ne Win imediatamente adotou uma política de criação de batalhões de milícias socialistas chamadas Sitwundan sob seu comando pessoal com a aprovação de U Nu.
Em 31 de janeiro de 1949, Ne Win foi nomeado Chefe do Estado Maior das Forças Armadas, e recebeu controle total do exército substituindo o General Smith Dun, de etnia Karen. Ele reconstruiu e reestruturou as forças armadas ao longo das linhas políticas do Partido Socialista dominante, mas o país ainda estava dividido e o governo era ineficaz.
Ne Win foi convidado para servir como primeiro-ministro interino a partir de 28 de outubro de 1958 por U Nu, quando a Liga Anti-Fascista pela Liberdade do Povo dividiu-se em duas facções e U Nu quase sobreviveu a uma moção de desconfiança contra o seu governo no parlamento. Ne Win restaurou a ordem durante o período conhecido como governo interino de Ne Win.  As eleições foram realizadas em fevereiro de 1960 e Ne Win devolveu o poder ao vitorioso U Nu em 4 de abril de 1960.

## Golpe de Estado
Menos de dois anos depois, em 2 de março de 1962, Ne Win novamente tomou o poder em um golpe militar encenado. Ne Win tornou-se chefe de Estado como Presidente do Conselho Revolucionário da União e também primeiro-ministro. Ele prendeu U Nu, Sao Shwe Thaik e vários outros, e declarou um Estado socialista dirigido por um "Conselho Revolucionário" de altos oficiais militares. O filho de Sao Shwe Thaik, Sao Mye Thaik, foi morto a tiros no que foi descrito geralmente como um golpe de Estado "sem derramamento de sangue" pela mídia mundial. Thibaw Sawbwa Sao Kya Seng também desapareceu misteriosamente depois de ser parado em um posto de controle perto de Taunggyi.
Após tumultos na Universidade de Rangum em julho de 1962, tropas foram enviadas para restaurar a ordem. Estas, dispararam contra os manifestantes e destruíram o prédio da união estudantil. Pouco depois, Ne Win falou à nação em um discurso de rádio de cinco minutos que concluiu com a afirmação: "Se esses distúrbios foram feitos para nos desafiar, eu tenho a declarar que vamos lutar de espada com espada e de lança com lança". Em 13 de julho de 1962, menos de uma semana após o discurso, Ne Win partiu para a Áustria, Suíça e Reino Unido para um "check-up médico". Todas as universidades foram fechadas por mais de dois anos, até setembro de 1964.
Em 1988, 26 anos depois, Ne Win negou qualquer envolvimento no dinamitação do prédio da União dos Estudantes, afirmando que seu vice, o Brigadeiro Aung Gyi, que nessa época tinha brigado com Ne Win e sido demitido, tinha dado a ordem e que ele estava assumindo a responsabilidade como um "líder revolucionário", dando o discurso espada com espada e lança com lança.

## Consequências e efeitos
O golpe transformou a Birmânia de uma união federativa multipartidária em um Estado de partido único onde o Partido do Programa Socialista da Birmânia foi a única entidade política legal autorizada a operar no país. Vários interesses comerciais privados, especialmente aqueles de propriedade de não-birmanesa, foram nacionalizados e muitas empresas estrangeiras se retiraram de suas operações. Até 1974, o Conselho Revolucionário União governou o país com a lei marcial.
Em 1974 um referendo sobre uma nova Constituição, fortemente influenciada pela doutrina socialista, foi realizado e o país tornou-se a República Socialista da União da Birmânia. A nova bandeira com símbolos socialistas foi adotada e o país caiu sob o domínio de um parlamento preenchido exclusivamente pelo BSPP.
O golpe de Estado de 1962 é visto como o início do domínio militar nos assuntos políticos e internos da Birmânia, que dura até hoje. O regime socialista e o sistema de governo juntamente com a autarquia e o isolacionismo afligiu muito a economia e o desenvolvimento da Birmânia, que em 1987 foi relegada como um país subdesenvolvido.